# Хрістос Стіліанідіс
Хрі́стос Стіліані́діс (грец. Χρήστος Στυλιανίδης; нар. 26 червня 1958, Нікосія, Кіпр) — кіпрський політик. Європейський комісар з питань гуманітарної допомоги та управління в кризових ситуаціях Єврокомісії Жана-Клода Юнкера з 1 листопада 2014 р.

## Біографія
Навчався стоматологічній хірургії в Університеті Арістотеля (Салоніки, Греція). Також отримав освіту в галузі політології та міжнародних відносин, зокрема, в Школі державного управління ім. Джона Ф. Кеннеді в Гарвардському університеті.
У 1998–1999 роках був прес-секретарем уряду (під керівництвом президента Глафкоса Клірідіса). Пов'язаний з правоцентристським Демократичним об'єднанням, у 2006 році увійшов до складу виконавчого комітету партії. Він був, зокрема, уповноваженим з європейських відносин партії. У 2006 і 2011 він був обраний до Палати представників. У 2013 році вступив на посаду прес-секретаря уряду (під керівництвом президента Нікоса Анастасіадіса).
На виборах до Європарламенту 2014 р. отримав мандат депутата (група Європейської народної партії).